# سد دره باغ
سد دره باغ یکی از بزرگ‌ترین سدهای خاکی لرستان با وسعت ۳۰۰۰۰ متر مکعب و با آب‌دهی ۲۰۰ متر مکعب در ثانیه است.
این سد حدود ۵۰ هکتار از زمینهای پایین دست خود را (دیمی) را سیراب می‌کند. طول تاج سد ۶۰۰ متر و باعرض ۱۶ متر وعرض پی ۸۰ متر باارتفاع ۱۶ متر می‌باشد.

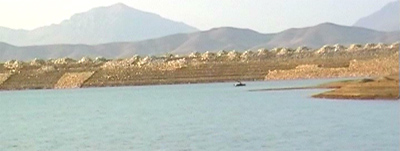
سد خاکی دره باغ